# Hamlet (Tchaikovski)

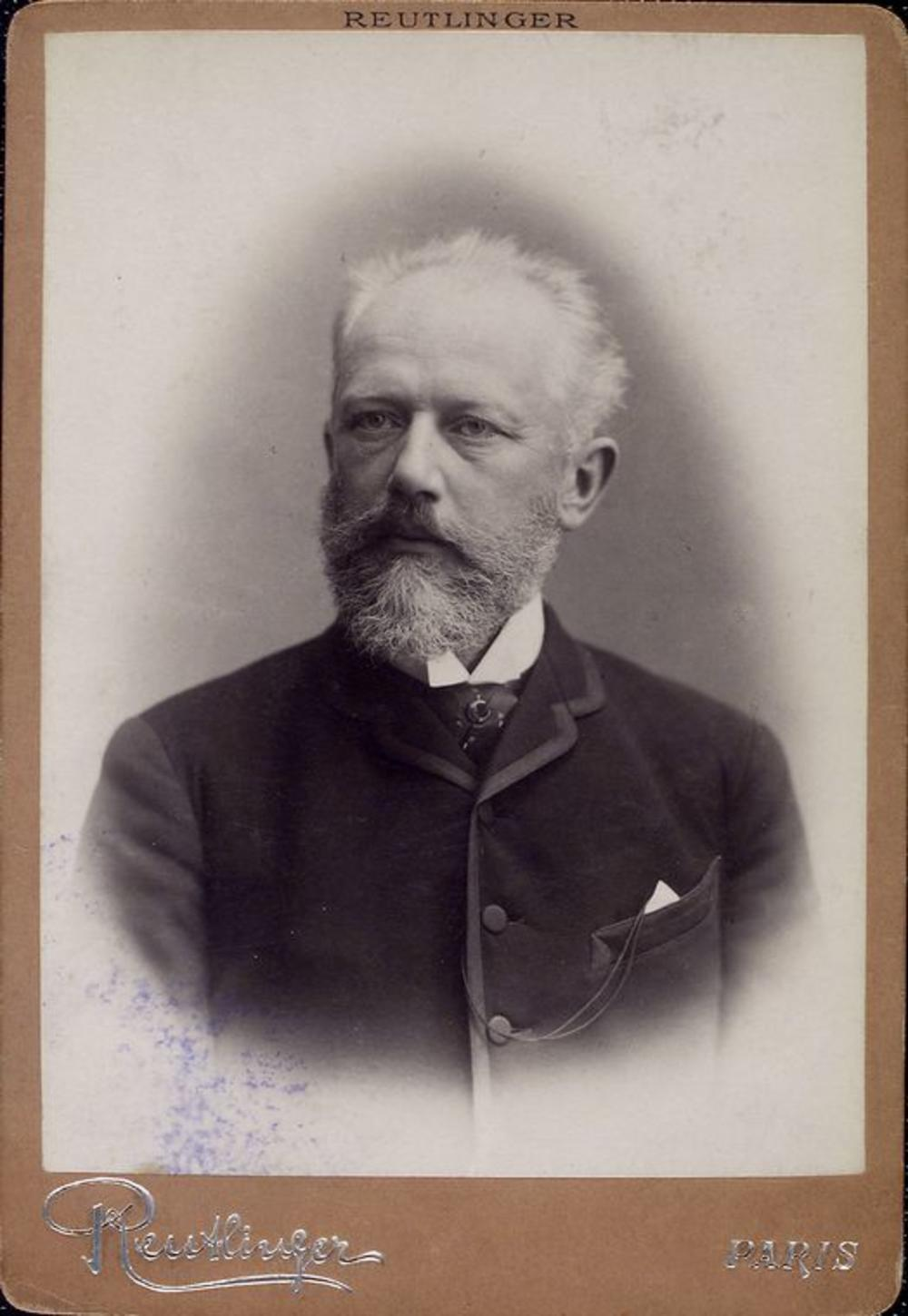
O compositor Tchaikovski.

Hamlet de Shakespeare foi a inspiração para duas obras de Piotr Ilitch Tchaikovski: a abertura-fantasia Hamlet, op. 67, e a música incidental para a peça Hamlet, op. 67a. 

## Abertura-fantasia, op. 67
Tchaikovski escreveu a abertura-fantasia Hamlet, op. 67, entre junho e outubro de 1888, sobrepondo-se à partitura de sua Quinta Sinfonia. 
A ideia de uma abertura de Hamlet ocorreu a Tchaikovski primeiro em 1876, conforme descrito em uma carta a seu irmão Modest. Naquela época, ele concebeu em três partes: 
1. Elsinore e Hamlet, até a aparência do fantasma de seu pai
2. Polônio (scherzando) e Ofélia (adágio), e
3. Hamlet após o aparecimento do fantasma. Sua morte e Fortinbras.
No entanto, em 1888 ele alterou esses planos. O ator Lucien Guitry pediu que ele escrevesse uma música incidental para uma produção da peça de Shakespeare, e Tchaikovski concordou. A peça planejada foi cancelada, mas Tchaikovski decidiu terminar o que havia começado, na forma de uma abertura de concerto. Não há encenação musical dos eventos da peça ou mesmo uma apresentação dos personagens principais. O trabalho adota o mesmo esquema que ele usou em suas outras peças de Shakespeare, a abertura-fantasia Romeu e Julieta (1869, revisada em 1870 e 1880) e a fantasia sinfônica A Tempestade (1873), usando certas características ou situações emocionais dentro da peça. A essência do trabalho é a atmosfera nostálgica que descreve Elsinore, mas há um tema de amor óbvio, e uma melodia melancólica no oboé pode ser vista como representando Ofélia. 
O que torna Hamlet único de outras obras da fantasia de Tchaikovski é a falta de um desenvolvimento estrutural. A forma padrão desta música tem uma exposição, um desenvolvimento e conclui com uma recapitulação. Tchaikovski não enfatizou claramente uma seção de desenvolvimento em Hamlet, e não existe uma seção que sirva como um desenvolvimento, fazendo com que Hamlet seja uma peça única que é de estrutura linear e não simétrica. 
A abertura de Hamlet foi dedicada a Edvard Grieg, que Tchaikovski havia conhecido em Leipzig no início de 1888, na mesma ocasião em que conheceu Johannes Brahms. Ele descreveu Grieg como "um homem extraordinariamente encantador". 
A Sinfonia n.º 5 estreou em 17 de novembro de 1888, e a abertura-fantasia Hamlet teve sua primeira apresentação uma semana depois, em 24 de novembro. Ambas as apresentações foram em São Petersburgo e Tchaikovski conduziu as duas. Enquanto Hamlet não foi um grande sucesso, ela recebeu uma recepção inicial melhor do que a sinfonia, mas posteriormente assumiu um perfil menor nas obras de Tchaikovski. 

## Música incidental, op. 67a
Lucien Guitry novamente pediu a Tchaikovski que escrevesse músicas incidentais para Hamlet. Desta vez, foi para uma produção beneficente em 21 de fevereiro de 1891, no Teatro Mikhailovski, em São Petersburgo, que seria a despedida de Guitry. Tchaikovski começou a trabalhar na música incidental em 13 de janeiro, mas achou difícil. Ele estava exausto ao completar A Rainha de Espadas, que havia estreado com triunfo em dezembro de 1890. Também naquele mês, sua patrocinadora Nadejda von Meck havia cortado sua conexão com ele. Ele também estava sofrendo com dores na mão direita. Por estas razões, ele havia cancelado seus compromissos de condução em Mainz, Budapeste e Frankfurt, e partiu para descansar e recuperar-se em Frolovskoie. 
Para a abertura, ele usou a antigo abertura-fantasia Hamlet op. 67, mas de forma abreviada. Nos outros dezesseis números, além de escrever algumas músicas novas, ele também usou material da música incidental para A Donzela da Neve, op. 12 (1873), do movimento alla tedesca da Terceira Sinfonia (1875), e da Elegia para Ivan Samarin (1884). A escrita terminou em 3 de fevereiro. Tchaikovski viajou de Moscou para assistir à apresentação em São Petersburgo. Ele gostou da performance, mas não muito na música que produziu, e recusou sua permissão para que ela fosse usada em uma produção posterior em Varsóvia. 